# Monolexis sorus
Monolexis sorus är en stekelart som beskrevs av Nixon 1943. Monolexis sorus ingår i släktet Monolexis och familjen bracksteklar. Inga underarter finns listade i Catalogue of Life.